# Franz Schmithüsen

Franz Schnmithüsen (1997)

Franz Schmithüsen (* 3. Januar 1940 in Oberkassel; † 14. April 2015) war ein deutscher Forstwissenschaftler.

## Leben
Franz Schmithüsen, Sohn des Geografen Josef Schmithüsen und dessen Ehefrau Franziska, besuchte von 1946 bis 1950 die Volksschulen in Pforzheim und Karlsruhe und wechselte später an das Kantgymnasium in Karlsruhe. Dort legte er 1959 die Reifeprüfung ab. Von 1959 bis 1964 studierte er Forst- und Wirtschaftswissenschaften an der Albert-Ludwigs-Universität Freiburg, an der University of British Columbia in Vancouver sowie der Eidgenössischen Technischen Hochschule in Zürich. 1961 legte er Forstliche Vorprüfung an der Universität Freiburg ab. Von 1964 bis 1969 war er Doktorand  an der  ETH Zürich, wo er 1969 mit einer Dissertation über die Nutzungsrechte an Waldressourcen promoviert Dr. sc. techn. wurde. Bereits zuvor absolvierte er die Große Forstliche Staatsprüfung in Baden-Württemberg. 1970 erfolgte die Abschlussprüfung an der Berufspädagogischen Hochschule Stuttgart. 1975 habilitierte er sich bei Gerhard Speidel an der Albert-Ludwigs-Universität Freiburg in den Fachgebieten Forstökonomie und -politik.
Schmithüsen trat in den Staatsdienst in Baden-Württemberg ein und war Forstreferendar (1967), Forstassessor (1969), Forstrat (1971), Oberforstrat (1972). 1978 bis 1981 war er Leiter des Forstamtes Geislingen. 1981 erfolgte die Ernennung zum Forstdirektor und Personalreferent der Forstdirektion Stuttgart.
Seit 1970 arbeitete Schmithüsen immer wieder für die Ernährungs- und Landwirtschaftsorganisation der Vereinten Nationen (FAO) in Rom. 1972 war er im Auftrag der Weltbank mit Unterstützung der Landesforstverwaltung Baden-Württemberg an der Elfenbeinküste, 1980 in Bolivien und zwischen 1981 und 1984 in Bangladesch und Peru tätig.
1984 wurde Schmithüsen als ordentlicher Professor für Forstpolitik und Forstökonomie an die ETH Zürich berufen. Zeitgleich erfolgte die Ernennung zum außerplanmäßigen Professor der Albert-Ludwigs-Universität Freiburg. Er war Leiter des Institutes für Wald- und Holzforschung beziehungsweise des Departementes für Wald- und Holzforschung an der ETHZ sowie Delegierter des ETH-Präsidenten für Professorenwahlen. 2005 wurde er emeritiert.
Schmithüsen war seit 1959 Mitglied der katholischen Studentenverbindungen KDStV Hercynia Freiburg im Breisgau im CV sowie später der AV Turicia Zürich im Schweizerischen Studentenverein.

## Wirken
Franz Schmithüsen engagierte sich für eine gesamtheitliche Betrachtung der Forstwirtschaft mit den Sozial- und Naturwissenschaften. Er verfasste zahlreiche wissenschaftliche Arbeiten zu Themen von Wald und Landschaft sowie zur Professionalisierung und Optimierung des Managements der Ressource Wald auch im Hinblick auf Formen der Okkupationswirtschaft in Entwicklungsländern. Er war in zahlreichen Organisationen, Gremien engagiert und eingebunden in ein internationales Netzwerk zur globalen Forstwirtschaft und Waldpolitik.

## Ehrungen
- Ehrendoktorwürde der Aristoteles-Universität Thessaloniki
- Ehrendoktorwürde der Karls-Universität Prag